# 哈达水库
哈达水库是中国黑龙江省鸡西市鸡东县境内的一座水库，位于哈达河上，建于1971年。水库正常库容为4500万立方米，集雨面积为282平方千米，海拔为217.67米。